# Virgin Group
Die Virgin Group ist ein von Richard Branson gegründeter britischer Mischkonzern. Die Virgin Group umfasst Teilunternehmen in sehr unterschiedlichen Bereichen, zum Beispiel im Musikgeschäft, im Mobilfunk sowie in der Luft- und Raumfahrt.

## Geschichte
1970 gründete Richard Branson das erste Unternehmen, welches den Namen Virgin trug. Es war vor allem auf den Schallplattenversand spezialisiert und betrieb später auch Plattenläden. 1972 folgte die Gründung von Virgin Records mit einem Tonstudio in Oxfordshire. 1973 erschien das erste Album von Mike Oldfield (Tubular Bells) bei Virgin Records und verkaufte sich schließlich mehr als fünf Millionen Mal. Dieser finanzielle Erfolg war der Grundstein für alle weiteren unternehmerischen Tätigkeiten Bransons. Er gründete weitere Firmen, welche alle unter dem Label Virgin firmieren.
Die Gründung seiner Fluggesellschaft Virgin Atlantic Airways brachte die Virgin-Gruppe in den frühen 1990er Jahren in finanzielle Bedrängnis. Als Folge musste Branson 1992 Virgin Records, das inzwischen zu einer der „Top Six“ der Musikbranche aufgestiegen war, samt den zugehörigen Aufnahmestudios für eine Milliarde US-Dollar an EMI-Records verkaufen. Vier Jahre danach stieg er 1996 mit V2 Records wieder ins Musikgeschäft ein, verkaufte das Unternehmen allerdings 2006 wieder.
Im Frühjahr 1993 begann Virgin Radio sein Programm mit einer Live-Ansage von Branson. Der Gesamtumsatz der Virgin Group betrug 2002 vier Milliarden Pfund Sterling.
Im Jahr 2006 verkaufte er Virgin Mobile für 690 Millionen Pfund (1,3 Milliarden US-Dollar). Im Februar 2007 gab er bekannt, dass Virgin mit dem britischen Unternehmen Game Domain International eine 3D-Spielewelt namens A World Of My Own veröffentlichen würde, die den PC-Spiele-Markt revolutionieren sollte. Umgesetzt wurde dies jedoch nie.
Anfang Februar 2008 gab Branson eine Offerte für die angeschlagene britische Northern-Rock-Bank ab. In der Formel-1-Saison 2009 war die Virgin Group Sponsor des Formel-1-Teams Brawn GP. In der Saison 2010 ging Virgin dank eines umfangreichen Sponsoring-Vertrages mit dem britischen Rennstall Manor Grand Prix unter eigenem Namen mit dem Team Virgin Racing an den Start.
Seit 2017 investiert Virgin in das Unternehmen Hyperloop One, welches infolge dessen zu Virgin Hyperloop One umbenannt wurde. Die Umbenennung wurde 2022 rückgängig gemacht, nachdem die Virgin Gruppe eine weitere Finanzierung des Unternehmens einstellte. Hyperloop One stellte Ende 2023 den Betrieb ein.
Im Mai 2023 wurde das Raumfahrtunternehmen Virgin Orbit, nach dem gescheiterten Versuch einer Restrukturierung nach Chapter 11 aufgelöst. Nachdem kein Käufer für das gesamte Unternehmen gefunden werden konnte, wurden die Unternehmensteile an verschiedene Unternehmen verkauft.

## Konzernstruktur

### Unternehmen der Virgin Group

#### Fluggesellschaften
- Virgin Atlantic Airways – britische Fluggesellschaft (20 %)
- Virgin Australia – australische Fluggesellschaft (früher Virgin Blue) (5 %)[6]
  - Virgin Samoa – samoanische Tochtergesellschaft von Virgin Australia (früher Polynesian Blue) (8,7 %)

#### Weitere Branchen
- Virgin Active – Fitnessstudio-Kette in Südafrika, Spanien, Italien und Großbritannien (2015 zu 80 % an Brait SE verkauft)
- Virgin Balloon Flights – Heißluftballon-Anbieter
- Virgin Books – Buchverlag und -handel
- Virgin Charter – Broker für Flüge mit Privatjets
- Virgin Comics – Indischer Comic-Verlag
- Virgin Cosmetics – Kosmetik- und Schmuckhandel
  - Virgin Spa – Ladenkette für Produkte von Virgin Cosmetics
- Virgin Drinks – Getränkehersteller, stellt zum Beispiel Virgin Cola und Virgin Vodka her
- Virgin Electronics – Elektronikhandel (früher Virgin Pulse)
- Virgin Experience Days – Eventmarketing
- Virgin Flowers – Online-Blumenanbieter
- Virgin Galactic – Unternehmen, welches kommerzielle Weltraumflüge betreiben und vermarkten will
- Virgin Games – Online-Casino
- Virgin Green Fund – Gesellschaft, die in Erdöl-Alternativen investiert (früher Virgin Fuels)
- Virgin Health Bank – Agentur für die Aufbewahrung von Stammzellen von Babys
- Virgin Holidays – Reiseagentur, die eng mit Virgin Atlantic Airways zusammenarbeitet
- Virgin Jewellery – Schmuckhersteller, die hauseigene Marke heißt Vie at Home
- Virgin Limited Edition – Kette von Luxushotels
- Virgin Limobike – Motorradtaxi-Anbieter in London
- Virgin Limousines – Limousinen-Service in San Francisco und Nord-Kalifornien
- Virgin Media – Telekommunikationsanbieter (früher tnl:Telewest)
  - Virgin Mobile – Mobilfunkanbieter in Großbritannien, Australien, Kanada, Südafrika, Polen, den USA und Frankreich. (Und weitere Länder)
  - Virgin.net – Internetdienstanbieter
- Virgin Megastore – Multimedia-Handelskette (in Großbritannien zunächst durch Zavvi, dann durch HMV übernommen)
- Virgin Oceanic – Betreiber eines U-Boots zu Forschungszwecken
- Virgin Play – spanischer Videospiel-Vertrieb
- Virgin Pulse – Digitale Lösungen im Bereich betriebliches Gesundheits-Management und Mitarbeiter-Engagement
- Virgin Produced – Sponsor von Filmen
- Virgin Radio – weltweit mehrere Radiosender, darunter in Frankreich, Italien und der Schweiz
- Virgin Unite – Wohltätigkeitsorganisation
- Virgin Vacations – US-amerikanischer Reiseveranstalter
- Virgin Vines – kalifornischer Weinhersteller
- Virgin Voucher – Agentur für Geschenkgutscheine und Mitarbeiterprämien
- Virgin Ware – Bekleidungsmarke und -handel
- Virgin Wines – Online-Weinhandel
- V Festival – Musikfestival in Großbritannien, Australien und den USA

### Ehemalige Unternehmen der Virgin Group
- Air Nigeria – nigerianische Fluggesellschaft (früher Virgin Nigeria)
- Brussels Airlines – belgische Fluggesellschaft; heute Teil der Deutschen Lufthansa AG
- Pacific Blue – neuseeländische Tochtergesellschaft von Virgin Australia; ging in dieser auf
- Virgin America – US-amerikanische Fluggesellschaft
- V Australia – Tochtergesellschaft für Langstreckenflüge von Virgin Australia; ging in dieser auf
- Virgin Brides – Fachgeschäft für Brautbekleidung in Manchester
- Virgin Cars – Verkaufsagentur für Automobile in Großbritannien
- Virgin Cinema – Kinobetreiber; heute Teil von UGC Cinema
- Virgin Digital – Online-Musikdienst
- Virgin Express – belgische Billigfluggesellschaft; zusammengeschlossen mit Brussels Airlines
- Virgin Games – ein Videospiele-Entwickler
- Virgin Hyperloop One – alternative Transportmittel (Investment, Ausstieg 2022, Betrieb 2023 eingestellt)
- Virgin Interactive – Publisher von Computerspielen; heute Teil von Titus Interactive
- Virgin Lightships – Betreiber von Luftschiffen; heute The Lightship Group
- Virgin Money – Finanzdienstleister, bietet unter anderem die Virgin Credit Card an (2024 an Nationwide Building Society verkauft)[7]
- Virgin Orbit – betreibt eine flugzeuggestütze Trägerrakete für Satellitenstarts, Schwesterkonzern von Virgin Galactic[8]
- Virgin Racing – Formel-1-Team
- Virgin Records – Musikverlag; heute Teil von EMI
- Virgin Sun Airlines – britische Charterfluggesellschaft; heute Teil von Thomson Airways
- V2 Records – Independent-Label; heute Teil von Universal Music
- Virgin Trains – britisches Eisenbahnunternehmen; der Betrieb wurde am 7. Dezember 2019 eingestellt
- Virgin Trains USA – Eisenbahnunternehmen in den USA